# 서브원
서브원은 기업고객 대상으로 MRO B2B 사업으로 하고 있으며, 2018년 12월에 (구)서브원(現. S&I Corp.)에서 물적분할하여 신설법인으로 분리되었다.
- 2002년 (주)LG MRO 설립
- 2005년 (주)서브원으로 사명 변경
- 2010년 LG광화문 사옥으로 이전
- 2015년 LG솔라에너지 흡수 합병
- 2018년 서브원 강서사옥으로 이전
- 2018년 12월 (주)서브원 물적분할, 존속법인 (주)에스앤아이코퍼레이션으로 사명변경, 물적분할 신설법인 (주)서브원 사명 사용

## 사업 영역
- MRO사업(Maintenance, Repair ＆ Operation): 온라인을 기반으로 기업고객이 필요로 하는 기업운영자원을 구매, 관리 대행 사업

## 같이 보기
- LG그룹